# José de Fuenzalida y Villela
José De Fuenzalida y Villela; (* Santiago, 1777 - † Melipilla, 1837). Miembro de la aristocracia castellano-vasca que vivió en la capital, sin embargo figuró como un elemento Moderado durante la guerra de independencia.
Educado en el Seminario Conciliar. Se dedicó a labores agrícolas y terminó en el éjército, donde llegó a ser Maestre de Campo. 

## Actividades públicas
- Miembro de la Junta Gubernativa del Reino (1811).
- Diputado representante de Melipilla, en el primer Congreso Nacional (1811).
- Diputado representante de Melipilla y La Victoria (1822-1823 y 1823-1824).

En sus períodos parlamentarios formó parte de la Comisión Permanente de Educación e Instrucción Pública.

## Biografía
Hijo de José Fuenzalida Torres y Josefa Villela y Morello. No tenemos datos sobre su nacimiento, se sabe que se casó con Carmen Aspillaga Ugalde, y sus hijos fueron: Ramón, Joaquín, Francisco, Josefa, Antonia, Mercedes y María .
Fue propietario de la hacienda Tocopalma, situada en el litoral de la actual comuna de Navidad, donde el año 1908 se desarrolló el funesto caso de la fragata Scorpion, quien traía telas británicas que costaban 80 mil pesos, una pequeña fortuna en la época. Sin embargo, Fuenzalida y algunos cómplices, entre ellos el propio gobernador Francisco Antonio García Carrasco, se apropiaron de la carga y asesinaron al capitán del navío y siete marineros. Al conocerse este delictual hecho el pueblo de Santiago protestó con indignación y se ha señalado que este deplorable acontecimiento que fue la causa de la caída del gobernador de Chile .
Fue elegido diputado propietario por Melipilla, en el Primer Congreso Nacional . No se definió por ningún bando político. En sesión de 4 de noviembre de 1811, en el Congreso Nacional se dio cuenta de un acta del vecindario de Melipilla por el cual se eligió a don Juan Egaña, como diputado propietario y como suplente a José Ignacio Campino. En consecuencia, por este acto fue reemplazado como diputado José de Fuenzalida y Villela .

## Referencia y Notas
1 Fuenzalida Correa, Osvaldo. Un linaje chileno de cuatro siglos (Fuenzalida) Santiago de Chile. Imprenta de Carabineros. 1962. p. 105.
2 Barros Arana, Diego. Historia General de Chile. Volumen 8. Santiago de Chile. Editorial Universitaria. 2002. p. 44 y ss.   
3 Valencia Avaria, Luis. Anales de la República. Santiago de Chile. Editorial Andrés Bello. 1986. Volumen 2, p.7
4 Sesiones de los Cuerpos Legislativos 1811-1812-1814. Santiago de Chile. Imprenta Cervantes. 1887. Tomo I, p. 165